# Assos
Koordinaten: 39° 29′ 26″ N, 26° 20′ 12″ O

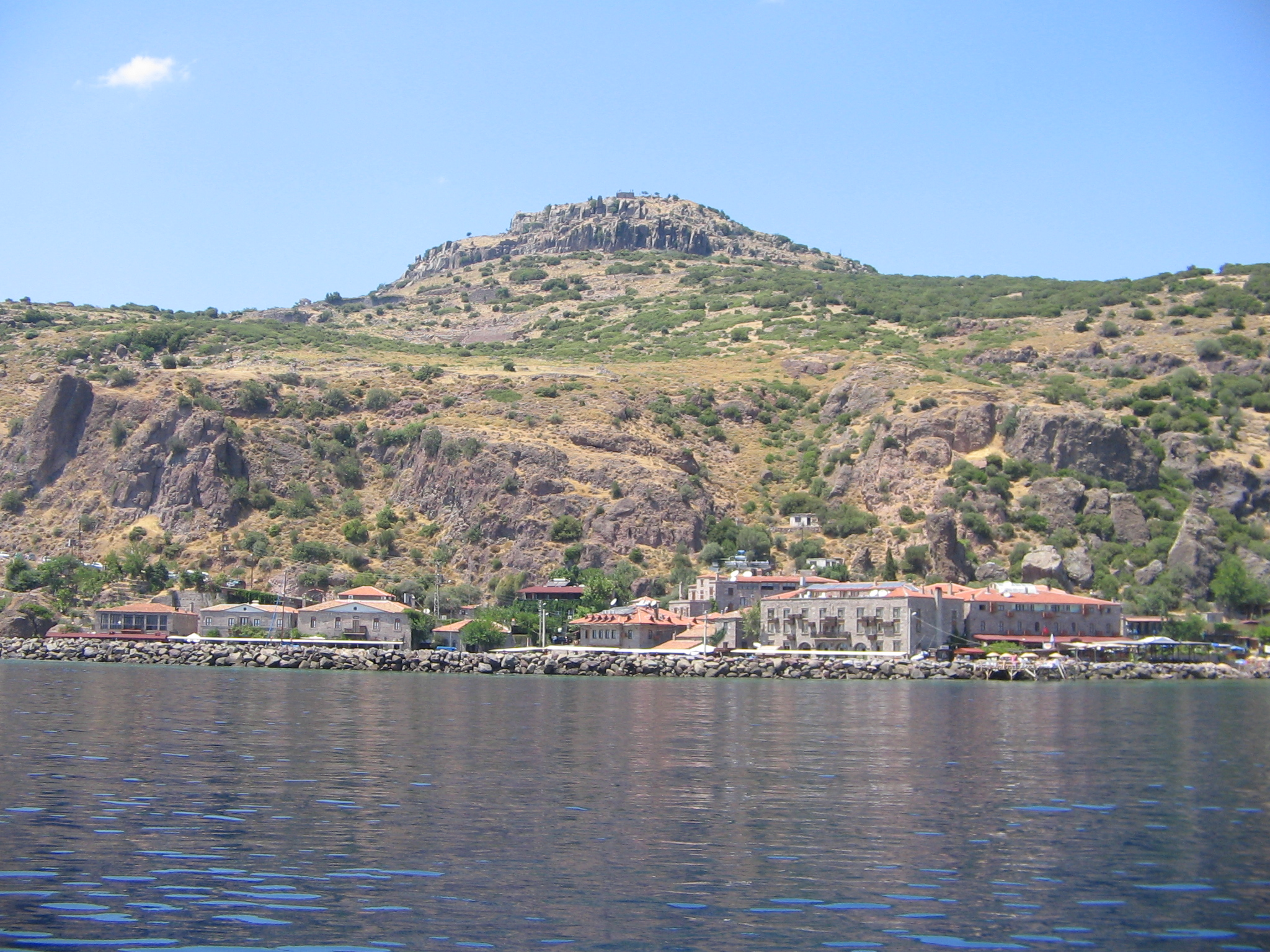
Blick auf die Akropolis

Assos (griechisch Άσσος) ist eine antike Stadt an der Südwestküste der Troas im Landkreis Ayvacık in der türkischen Provinz Çanakkale; das dort liegende heutige türkische Dorf heißt Behramkale.

## Geschichte

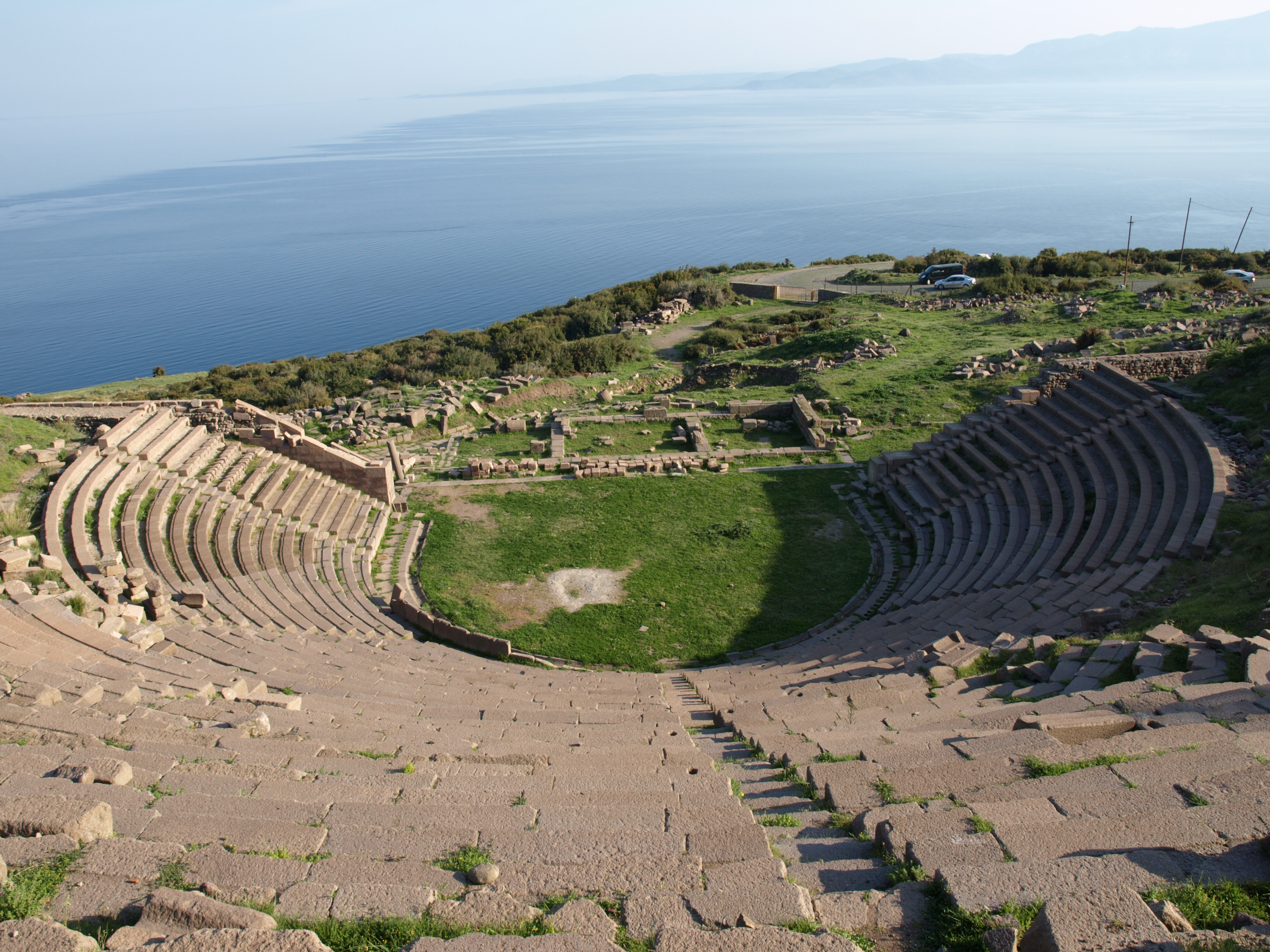
Das Theater an der Meerseite der Stadt. Im Hintergrund ist die Insel Lesbos sichtbar.

Der Siedlungsplatz, ein 234 m hoher Felsen aus dunklem Trachyt direkt am Meer, war schon in der Bronzezeit besiedelt. Im 7. Jahrhundert v. Chr. wurde Assos von Methymna auf der benachbarten Insel Lesbos aus gegründet. Die Stadt war Mitglied im Attisch-Delischen Seebund, spielte aber anscheinend in den griechisch-persischen Konflikten des 5. und 4. Jahrhunderts v. Chr. keine Rolle. Erst im Satrapenaufstand ist sie von Bedeutung, hier verschanzte sich 366 v. Chr. der aufständische Satrap Ariobarzanes. Seit etwa 360 v. Chr. stand es unter Herrschaft des Eubulos und seines Nachfolgers Hermeias. In dieser Zeit lebte auch Aristoteles von 347 bis 345 v. Chr. in Assos. 334 bis 241 v. Chr. lag die Stadt im Herrschaftsgebiet Alexander des Großen und der nachfolgenden Seleukiden. 241 bis 133 v. Chr. gehörte Assos zum Reich der Attaliden von Pergamon, bevor es Teil des römischen Reiches wurde.
In byzantinischer Zeit war Assos Bischofssitz und gehörte zum Thema Ägäis. Noch bis 1304 konnten die Byzantiner die Festung Assos, die sich nur noch im Bereich der alten Akropolis befand, gegen die Osmanen verteidigen, kurz darauf ging die Siedlung jedoch in deren Besitz über.

## Bauten

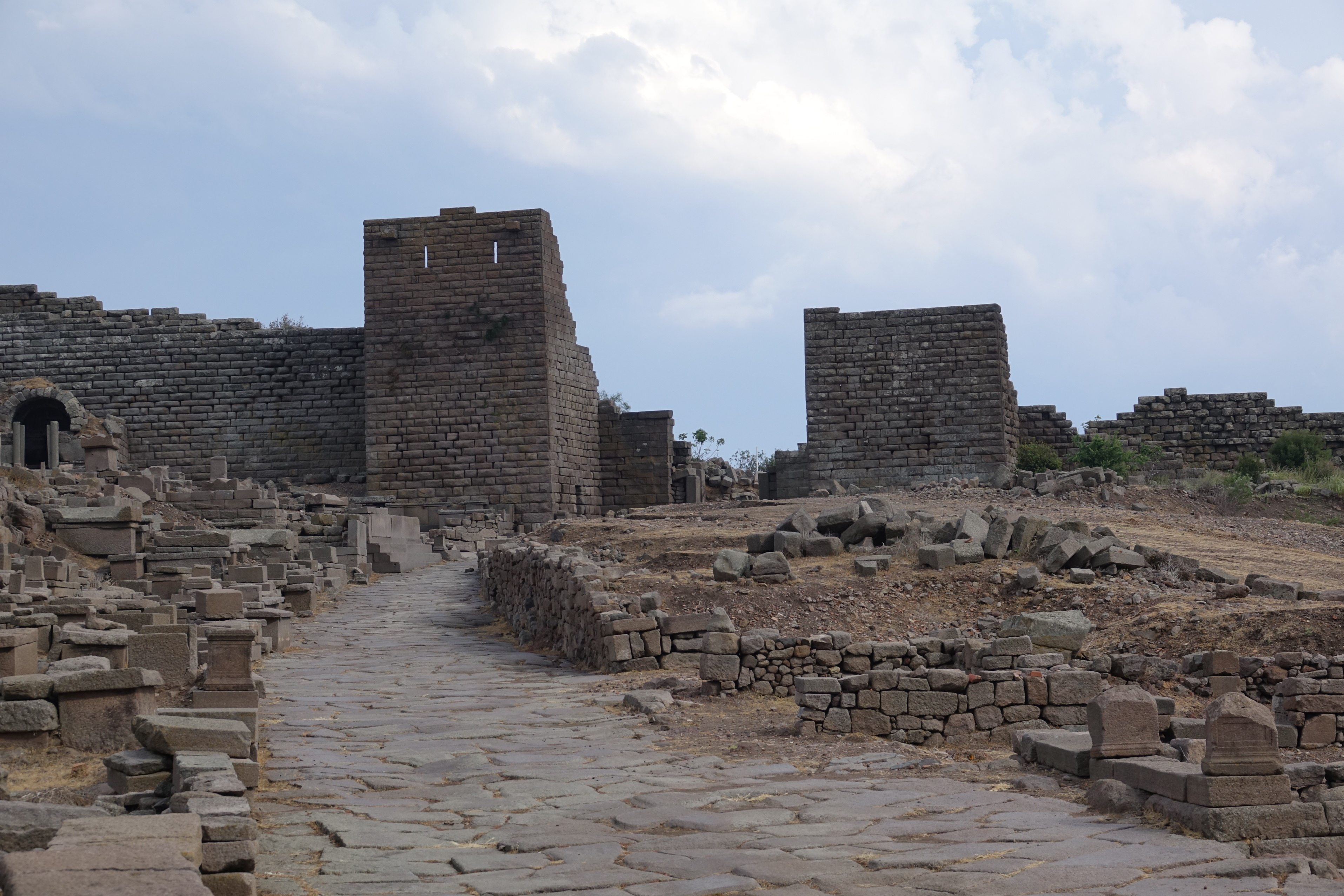
Hellenistische Stadtmauer der Unterstadt und vorgelagerte Nekropole

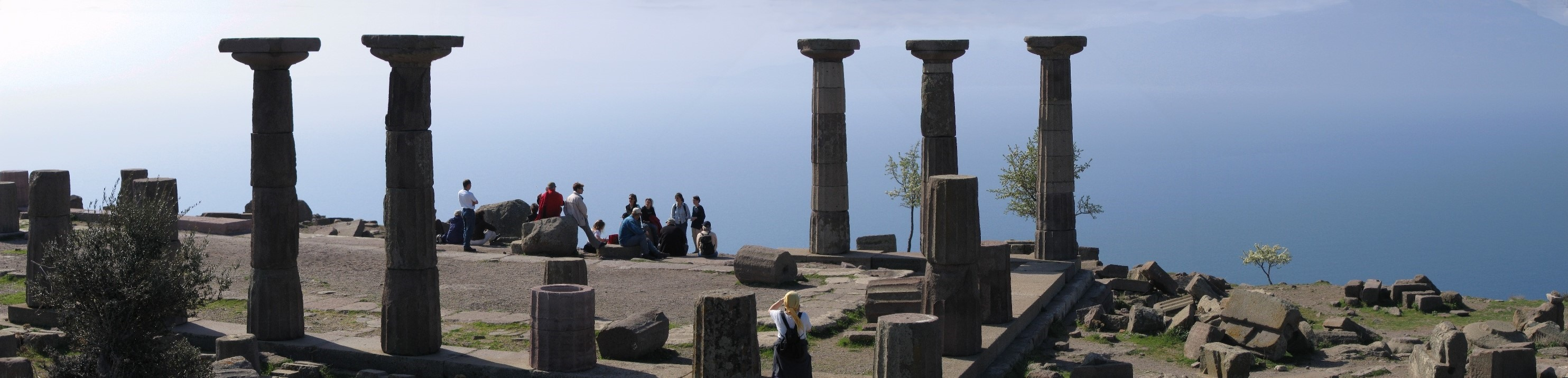
Athenatempel in Assos

Die Stadtmauer ist in ihrer Ausdehnung von 3 km mit Türmen und Toren in großen Teilen noch sehr gut erhalten. Sie entstand in mehreren Bauphasen ab dem 4. Jahrhundert v. Chr. Daneben sind Reste einer wohl noch archaischen Stadtmauer sichtbar.
Der dorische Tempel der Athena an der höchsten Stelle des Stadtberges wurde um 530–520 v. Chr. errichtet. Einige der Säulen aus einheimischem Trachyt, die jedoch im Altertum mit weißem Marmorstuck überzogen waren, wurden im Rahmen der archäologischen Forschungen teilweise wieder aufgestellt. Der Athenatempel ist der einzige bekannte archaische Tempel dorischer Ordnung in Kleinasien. Von hier hat man einen guten Blick auf die gegenüberliegende Insel Lesbos.
Im Stadtgebiet, an den Hängen zwischen Agora und Meer, sind heute noch die Agora mit zwei Hallen (Stoen) auf der Nord- und Südseite, das Bouleuterion, das Gymnasion, das Theater und eine römische Therme erhalten. Westlich vor der Stadtmauer liegt eine gut erhaltene Nekropole mit Grabbauten und Sarkophagen.

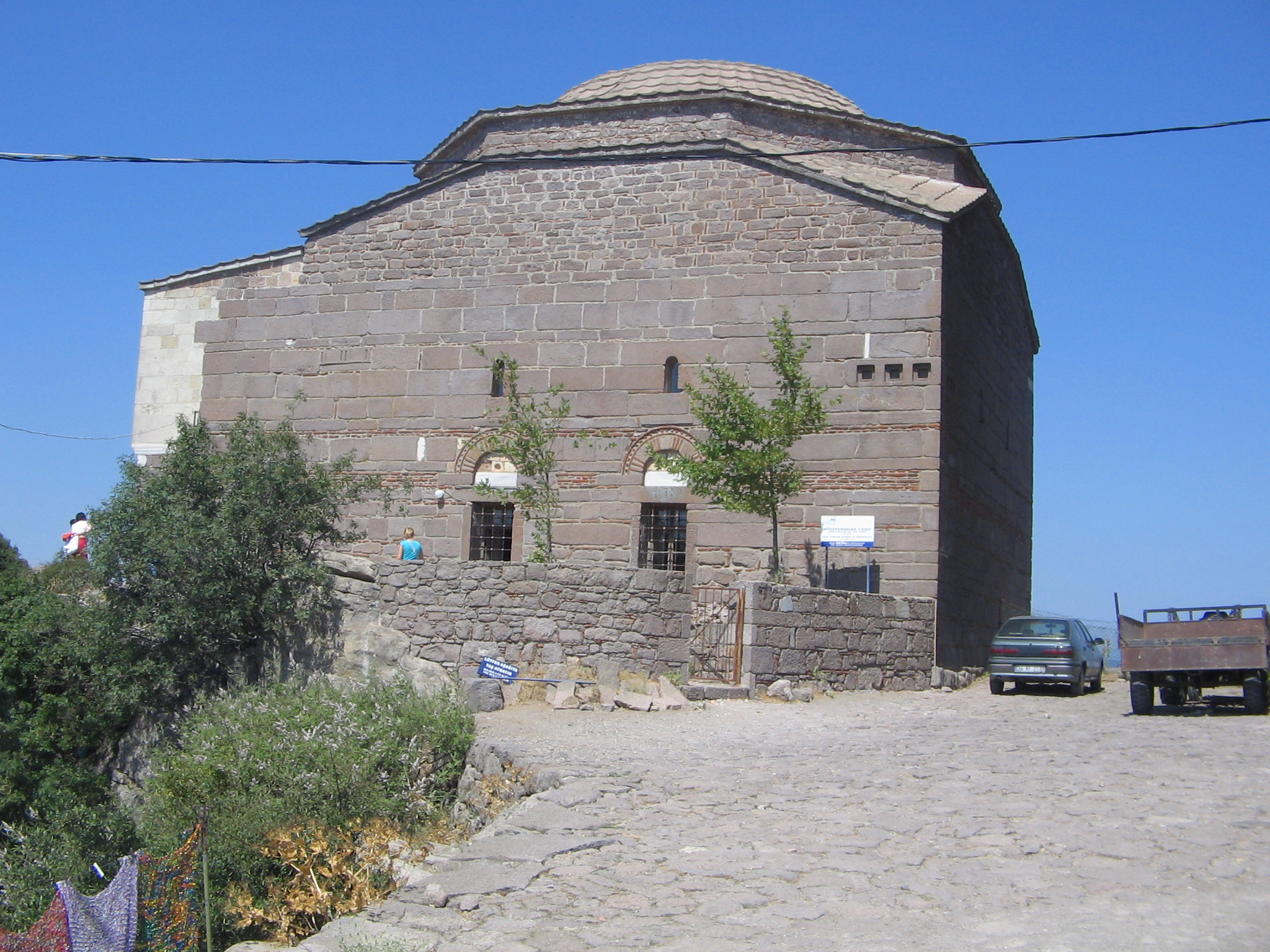
Murat-Hüdavendigar-Moschee, die nach der Eroberung der Stadt erbaut wurde

Am Rande des heutigen Dorfes steht die Murat Hüdavendigar-Moschee aus der Zeit Murad I. (1326–1389), die zu den frühesten osmanischen Moscheen zählt. Sie wurde unter Verwendung zahlreicher antiker und byzantinischer Spolien gebaut.

## Forschungsgeschichte
In Assos fanden 1881 bis 1883 amerikanische Ausgrabungen unter Leitung von Joseph Thacher Clarke und Francis H. Bacon statt, als Architekt nahm auch Robert Koldewey teil.  Seit 1981 fanden türkische Grabungen unter Leitung von Ümit Serdaroğlu († 2005) statt, von 1989 bis 1994 war ein deutsches Team unter Leitung von Reinhard Stupperich daran beteiligt. Die Ausgrabungen werden seit 2006 von Nurettin Arslan von der Universität Çanakkale weitergeführt. Von 2010 bis 2017 war das Fachgebiet Baugeschichte der BTU Cottbus unter Leitung von Klaus Rheidt daran beteiligt.
Zahlreiche Funde, vor allem Teile der Tempelskulpturen, gelangten in den Louvre nach Paris und in die Museen von Istanbul und Boston. Die Funde aus den neueren Grabungen in Assos befinden sich im Troya Müzesi.